# Дышне-Ведено
Дышне-Ведено (чечен. Дишний-Ведана) — село в Веденском районе Чеченской Республики. Административный центр Дышне-Веденского сельского поселения.

## География
Село расположено по обоим берегам реки Хулхулау, у южной окраины районного центра Ведено.
Ближайшие населённые пункты: на севере — село Агишбатой, на северо-востоке — сёла Эрсеной и Тазен-Кала, на юго-востоке — село Джани-Ведено, на юге — село Харачой, на западе — село Ведено.

## История
Во время восстания 1877—1878 годов под предводительством Алибек-Хаджи Алдамова селение было уничтожено царскими войсками.
В период с 1944 по 1958 года, после выселения чеченцев и ликвидации Чечено-Ингушской АССР, село носило название Акнада и входило в состав Веденского района ДАССР.
В 1958 году, с восстановлением Чечено-Ингушской АССР селу было возвращено его прежнее название.

## Тайпы
- Белгатой
- Харачой
- Дишний
- Чеберлой
- Мелардой
- Ригахой
- Гунхой
- Садой
- Зилой
- Калой
- Нашхой

## Население
| 1990  | 2002  | 2010  | 2012  | 2013  | 2014  | 2015  |
| ----- | ----- | ----- | ----- | ----- | ----- | ----- |
| 5210  | ↘3323 | ↗4834 | ↗4958 | ↗5082 | ↗5265 | ↗5418 |
| 2016  | 2017  | 2018  | 2019  | 2020  | 2021  | 2023  |
| ↗5534 | ↗5569 | ↗5637 | ↗5674 | ↗5732 | ↗7411 | ↗7515 |
| 2024  |       |       |       |       |       |       |
| ↗7598 |       |       |       |       |       |       |